# NGC 57

NGC 57

NGC 57 هي مجرة إهليلجية تقع في كوكبة الحوت.

## SN 2010dq

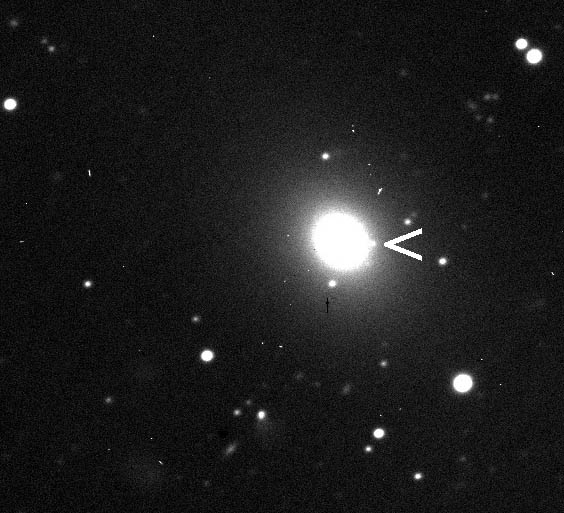
سوبر نوفا 2010dq، تم التقاط الصورة في 2010-09-03 (أعلن عنها بتاريخ 2010-06-03)

## وصلات خارجية
- NGC 57 على موقع ويكي سكاي: DSS2, SDSS, GALEX, IRAS, Hydrogen α, X-Ray, Astrophoto, Sky Map, Articles and images
- اكتشاف صورة SN 2010dq (2010-06-03) / Wikisky DSS2 التكبير في نفس المنطقة